# Penarroia
Penarroia és una muntanya de 928,1 metres que es troba a l'antic municipi de Sapeira, de l'Alta Ribagorça, ara del terme de Tremp, a la comarca del Pallars Jussà. És al sud-est del poble d'Espills i al sud del cim del mateix nom.